# Sarah Kubitschek
Sarah Luísa Lemos de Oliveira Kubitschek (* 1909 in Belo Horizonte; † 4. Februar 1996 in Brasília) war die Ehefrau von Juscelino Kubitschek und während seiner Amtszeit als Staatspräsident von Januar 1956 bis Januar 1961 Primeira-dama do Brasil. In dieser Funktion setzte sie sich aktiv für soziale Belange ein.

## Leben

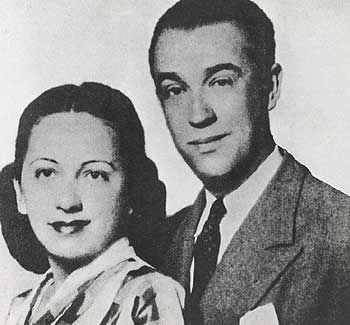
Das Ehepaar Kubitschek, 1931

Sarah Kubitschek, 1956

Sarah Luísa Gomes de Sousa Lemos entstammt einer alteingesessenen Familie aus Belo Horizonte. Sie wurde als eines von fünf Kindern des Jaime Gomes de Sousa Lemos, Deputado Federal für den Bundesstaat Minas Gerais, und seiner Gattin Luísa Negrão geboren.
Als Jugendliche lernte sie Juscelino Kubitschek de Oliveira kennen. Als dieser zur Vertiefung seiner Kenntnisse auf dem Gebiet der Urologie nach Europa ging, löste er die Beziehung und antwortete nicht mehr auf ihre Briefe. Auf den Rat ihrer Mutter hin wartete sie auf seine Rückkehr, nach der sie ihre Beziehung wieder aufnahmen. Sie heirateten am 30. Dezember 1931 in Rio de Janeiro, die Feier fand am folgenden Tag im Hotel Copacabana Palace statt. Als erstes Kind kam elf Jahre später kam Márcia zur Welt. Jahre später adoptierte das Paar Maria Estela, die ein Jahr älter als Márcia ist.
Nach der Wahl ihres Mannes zum Präsidenten der Republik Brasilien begann Kubitschek, sich umfassend für soziale Belange einzusetzen. Sie war Gründerin der Organização das Pioneiras Sociais, die ein Hilfswerk in Minas Gerais aufbaute, darunter den Bau von Schulhäusern und Kindertagesstätten und die Verteilung von Kleidung, Lebensmitteln, Rollstühlen sowie technischen Hilfen für Körperbehinderte. Daneben gründete sie in mehr als der Hälfte der Bundesstaaten ambulante Krankenhäuser sowie schwimmende Krankenhäuser für das Amazonasgebiet.
Nach dem Tod ihres Mannes lebte sie von dessen Pension in einem Apartment in der Hauptstadt Brasília, wo sie Anfang 1996 im Alter von 87 Jahren an einem Kreislaufstillstand verstarb.

## Ehrungen
- 1961: Großkreuz des Ordens des Infanten Dom Henrique
- In Erinnerung an ihr Wirken wurden in sieben brasilianischen Städten Krankenhäuser oder Abteilungen Hospital Sarah Kubitschek benannt. Sie sind spezialisiert auf die Behandlung von mehrfach traumatisierten Patienten.
- Ebenfalls wurde der Stadtpark der Hauptstadt Brasilia nach ihr benannt.